# مكينية
المكينية أو تحمل التشويش أو تحمل عدم الدقة هي خاصية من خاصيات النظم أو بالأحرى هي خاصية سمة معينة من سمات النظم حيث يمكن تعريف تحمل عدم الدقة كما يلي:
نقول أن الخاصية أ لنظام ما تتحمل عدم الدقة أو مقاومة للتشويش أو مقاومة لعدم دقة في النمذجة ب إذا تواصل وجود هذه الخاصية رغم وجود الخطأ ب.

## مثال 1
إذا إعتبرنا النظام أو الجملة الديناميكية التالية:
{\displaystyle {\frac {1}{s+a}}}
حيث يكون كل ما نعلمه عن a مثلا أنها تنتمي إلى المجال {\displaystyle \left[-\infty 0^{-}\right]} فإن هذه الجملة أو هذا النموذج يمكن أن يكون وصفا لأنظمة حقيقية مختلفة جدا من حيث سرعة الاستجابة أو الرد على المداخل إلا أنه ورغم انعدام الدقة في معرفة a فإن خاصية استقرار هذا النظام لا تتأثر بذلك (بما أن كل الأنظمة الممكنة مستقرة) ولذلك نقول أن خاصية الاستقرار لهذا النظام قابلة أو متحملة أو مقاومة للتشويش وعدم الدقة.

## مثال 2
أحيانا في الأنظمة الفزيائية يتعطل مستشعر أو محرك (مثلا عطب في مقود السيارة أو عطب في مقياس سرعتها) في هذه الحالة يمكن أن نفقد قابلية التحكم أو قابلية الملاحظة هذه الخصائص إذا ليست مقاومة لعدم الدقة من النوع المذكور في هذا المثال وهذه الحالة. إذا كانت خاصية الاستقرار لا تتأثر بذلك فإن هذه الخاصية تسمى إذا integrity.

## مظاهر التعامل مع مقاومة عدم الدقة
1. inherent robustness: حيث يكون الإشكال المطروح أن نجد مجالا تتحقق فيه مقاومة عدم الدقة.
2. guaranteed robustness: حيث يكون الإشكال هو أنه علينا أن نضمن مقاومة عدم الدقة في مجال محدد مسبقا
3. probabilistic robusness: الإشكال هنا هو أن نعطي احتمال لتحقيق مقاومة عدم الدقة.